# Štěpánovský lom
Štěpánovský lom este o arie protejată (arie specială de conservare — SAC, sit de importanță comunitară — SCI) din Republica Cehă întinsă pe o suprafață de 1,07 ha, integral pe uscat.

## Localizare
Centrul sitului Štěpánovský lom este situat la coordonatele 48°57′27″N 16°19′50″E / 48.9575°N 16.330556°E.

## Înființare
Situl Štěpánovský lom a fost declarat sit de importanță comunitară în aprilie 2005 pentru a proteja 1 specie de plante. Situl a fost protejat și ca arie specială de conservare în februarie 2014.

## Biodiversitate
Situată în ecoregiunea panonică, aria protejată nu include niciun habitat protejat.
La baza desemnării sitului se află o specie protejată de  plante: Iris humilis.